# C20H27N3O
化学式C20H27N3O（摩尔质量：325.46 g/mol）可能指：
- 2,3-二氢麦角酸二乙酰胺，PubChem CID：53947245
- 9,10-二氢麦角酸二乙酰胺，CAS号：3031-47-8

|  | 这个同类索引页列出了具有相同分子式的化学物（即同分異構體）条目。 除非您是有意链接至本页，否则应将相应条目的内部链接指向正确的条目。 |